# 滝沢菊太郎 (師範学校長)
- 滝沢菊太郎
- 瀧沢菊太郎
- 瀧澤菊太郎

滝沢菊太郎／瀧澤菊太郞（たきざわ きくたろう、1854年12月4日（嘉永7年10月15日） - 1933年（昭和8年）1月12日）は明治時代から大正時代にかけての日本の教育者。府県師範学校長。

## 経歴
信濃国埴科郡福井村（現・長野県千曲市）生まれ。14歳で寺子屋に学び私塾で漢学を修める。1874年に上京、日本橋の私塾日章堂、次いで慶應義塾に入塾し英学を学ぶ。1876年東京師範学校に入学。師範教育取調を目的とする米国留学から帰国した伊沢修二・高嶺秀夫が、ペスタロッチ主義教育（開発教授）の本格的導入を開始した時期であったため、卒業取消を願って3年の履修課程を6年かけ、1882年2月に同校中学師範学科を卒業した。以後、秋田師範学校校長兼教諭、群馬師範学校校長兼教諭、高等師範学校教授兼舎監、文部省普通学務局兼勤、佐賀県師範学校校長、高等教育会議議員、東京府師範学校校長、臨時教育調査会臨時委員、文政審議会委員を歴任した。高等官三等まで昇叙し、1924年に勲三等瑞宝章、1925年に正四位旭日中綬章に叙された。

## 著作
著書
- 『小学校生徒用物理書』 後藤牧太、篠田利英、柳生寧成共著、普及舎、1885年11月巻之上・巻之中・巻之下
  - 海後宗臣編纂 『日本教科書大系 近代編第二十二巻 理科（二）』 講談社、1965年12月
  - 板倉聖宣ほか編著 『理科教育史資料 第2巻 理科教科書史』 東京法令出版、1986年10月 - 抄録
- 『物理学初歩』 後藤牧太、篠田利英共著、普及舍、1898年3月
  - 前掲 『理科教育史資料 第2巻 理科教科書史』 - 抄録
- 『七十三翁の体験 長寿法』 修養団〈修養団叢書〉、1926年8月

編書
- 『冷水養生法』 開発社、1903年8月
  - 吉原瑛編・解説 『近代体育文献集成 第30巻 保健・衛生7』 日本図書センター、1983年2月

## 関連文献
- 「従四位勲三等滝沢菊太郎勲章加授ノ件」（国立公文書館所蔵 「叙勲裁可書・大正十四年・叙勲巻二」） - アジア歴史資料センター Ref.A10113006900
- 滝沢先生祝賀会編輯 『滝沢菊太郎先生』 滝沢先生祝賀会、1924年12月
  - 野口援太郎、瀧沢先生祝賀会著 『教育者の典型瀧沢菊太郎 瀧沢菊太郎先生』 大空社〈伝記叢書〉、1988年3月、ISBN 4872363329
- 「故滝沢菊太郎翁追悼篇」（『帝都教育』第95号、帝都教育会、1933年2月）
- 時事聯合通信社編纂 『子弟の見たる滝沢菊太郎先生』 時事聯合通信社出版部、1933年6月
- 野口援太郎著 『教育者の典型滝沢菊太郎』 滝沢菊太郎翁伝記発行所、1934年
  - 野口援太郎著 『滝沢菊太郎先生』 東京府立師範学校同窓会、1936年11月
  - 前掲 『教育者の典型瀧沢菊太郎 瀧沢菊太郎先生』
- 木戸若雄 「近代日本の教育を育てた人びと 21 滝沢菊太郎と師範教育」（『教育の時代』第22号、東洋館出版社、1964年10月）
  - 東洋館出版社編集部編 『近代日本の教育を育てた人びと 下』 東洋館出版社、1965年11月
- 「滝沢菊太郎」（茗渓会編 『茗渓人物志』 講談社、1972年5月）
- 唐沢富太郎 「滝沢菊太郎 : 一生一職主義で四二年間師範教育一筋に」（唐沢富太郎編著 『図説 教育人物事典 : 日本教育史のなかの教育者群像 中巻』 ぎょうせい、1984年4月）
  - 唐沢富太郎著 『唐沢富太郎著作集 第5巻 教師の歴史 典型的教師群像』 ぎょうせい、1989年7月、ISBN 4324016267